# 26261 Tinafreeman
26261 Tinafreeman è un asteroide della fascia principale. Scoperto nel 1998, presenta un'orbita caratterizzata da un semiasse maggiore pari a 2,2965556 au e da un'eccentricità di 0,1012982, inclinata di 2,64995° rispetto all'eclittica.